# Đỗ (họ)

họ Đỗ viết bằng chữ Hán

Đỗ (chữ Hán: 杜; bính âm: Dù; Hangul: 두) là một họ phổ biến đứng thứ 10 dân số 1,4% tại Việt Nam, Trung Quốc và Hàn Quốc. Trong Bách gia tính, họ này ở thứ 129 xét về độ phổ biến. Tại Hàn Quốc, họ này có phiên âm là Du.

## Họ Đỗ Việt Nam
Năm 1997, Ban liên lạc Họ Đỗ Việt Nam được sáng lập bởi cố Phó Giáo sư Đỗ Tòng. Hiện nay Chủ tịch Hội đồng dòng họ Đỗ (Đậu) Việt Nam là Đỗ Văn Kiện, trụ sở Hội đồng họ Đỗ Việt Nam đặt tại khu đất của dòng họ ở gần Gò Thiềm Thừ - chùa Văn La - Hà Nội.
Họ Đỗ Việt Nam có truyền thống hiếu học và đỗ đạt, là dòng họ xếp thứ 6 về khoa bảng. Trong các triều nhà Hậu Lê, nhà Mạc, vào khoảng các năm 1463 - 1733, họ Đỗ Việt Nam có 60 người đỗ đại khoa, gồm:
- 8 người đỗ Đệ nhất giáp Tiến sĩ (2 Trạng nguyên, 2 Nhất giáp, 3 Bảng nhãn và 1 Thám hoa)
- 13 người đỗ Hoàng giáp
- 39 người đỗ Tam giáp Tiến sĩ xuất thân.

## Những người Việt Nam họ Đỗ có danh tiếng
- Đỗ Khanh thủy tổ họ Đỗ Việt Nam
- Đỗ Phụng Chân, danh tướng vua Hùng Vương thứ 6 chống giặc Ân
- Đỗ Năng Tế, tướng lĩnh và thầy dạy võ của Hai Bà Trưng
- Đỗ Anh Hàn, thủ lĩnh châu Phong, tham gia khởi nghĩa Phùng Hưng
- Đỗ Anh Sách, thủ lĩnh châu Phong
- Đỗ Tồn Thành, tù trưởng người Man châu Ái, bị đô hộ phủ Lí Trác giết năm 854
- Đỗ Thủ Trừng, con của Đỗ Tồn Thành, bị đô hộ phủ Lí Hộ giết năm 861
- Đỗ Cảnh Thạc, một sứ tướng trong 12 sứ quân, chiếm giữ Đỗ Động Giang
- Đỗ Anh Vũ, thường gọi Việt quốc Lý Thái úy, là một vị đại thần rất có quyền thế trong thời đại nhà Lý của lịch sử Việt Nam. Ông phò tá Lý Thần Tông và làm phụ chính dưới triều Lý Anh Tông
- Đỗ Quang, Đỗ Huy, 2 anh em người Hải Phòng, là những vị tướng nhà Đinh tham gia đánh dẹp 12 sứ quân
- Đỗ Pháp Thuận (914-990), một nhà sư thời Đinh, nhà văn đầu tiên trong lịch sử Việt Nam
- Đỗ Thích (?-979), quan nhà Đinh, người bị coi là đã giết cha con Đinh Tiên Hoàng
- Đỗ Thế Diên, tên khác là Đỗ Thế Bình, Trạng nguyên Việt Nam năm 1185, đời vua Lý Cao Tông [1]
- Đỗ Hành, tướng nhà Trần, người đã bắt sống Ô Mã Nhi
- Đỗ Tử Bình (1324-1381), tướng nhà Trần, có sự nghiệp gắn với cuộc chiến giữa Đại Việt và Chiêm Thành hồi thế kỷ 14[2].
- Đỗ Lý Khiêm (Tk.15), trạng nguyên Việt Nam (năm 1499) thời nhà Lê
- Đỗ Tống, trạng nguyên Việt Nam năm 1529, triều nhà Mạc
- Đỗ Phát, tiến sĩ năm 1843, tế tửu Quốc tử giám Huế
- Đỗ Quang (1807-1866), quan triều Nguyễn, chí sĩ yêu nước.
- Đỗ Hữu Vị là người Việt Nam đầu tiên lái máy bay chiến đấu.
- Đỗ Đình Thiện, doanh nhân, ủng hộ Việt Minh trong kháng chiến chống Pháp
- Đỗ Tất Lợi, nhà dược học - Giải thưởng Hồ Chí Minh đợt 1
- Đỗ Cao Trí, Đại tướng Quân lực Việt Nam Cộng hòa
- Đỗ Mậu, tướng quân lực Việt Nam Cộng hòa
- Đỗ Nhuận, nhạc sĩ gạo cội Việt Nam
- Đỗ Hồng Quân, Chủ tịch Hội Nhạc sĩ Việt Nam, con trai của Đỗ Nhuận
- Đỗ Bá Tỵ, Đại tướng, Phó Chủ tịch Quốc hội, nguyên Thứ trưởng Bộ Quốc phòng,nguyên Tổng tham mưu trưởng Quân đội Nhân dân Việt Nam
- Đỗ Đức Dục, Phó tổng thư ký Đảng Dân chủ Việt Nam, Thứ trưởng Bộ Văn hóa, nghiên cứu viên Viện Văn học.
- Đỗ Lễ, nhạc sĩ Việt Nam
- Đỗ Chính Bộ trưởng Bộ Hải sản, Trưởng ban Kế hoạch Tài chính Trung ương Đảng.
- Đỗ Thắng Hải Thứ trưởng bộ công thương.
- Đỗ Hoàng Anh, Á hậu 2 Hoa hậu Việt Nam 2012, đại diện Việt Nam dự thi Hoa hậu Trái Đất 2012.
- Đỗ Mỹ Linh, Hoa hậu Việt Nam 2016, đại diện Việt Nam dự thi Hoa hậu Thế giới 2017.
- Mỹ Linh (tên thật: Đỗ Mỹ Linh) ca sĩ, diva Việt Nam.
- Đỗ Thị Hà, Hoa hậu Việt Nam 2020, đại diện Việt Nam dự thi Hoa hậu Thế giới 2021.
- Đỗ Trần Khánh Ngân, Hoa hậu Hoàn cầu 2017.
- Đỗ Trung Quân, nhà thơ, nhà báo nổi tiếng.
- Đỗ Thanh Hải, Đạo diễn nổi tiếng
- Đỗ Tất Lợi, Giáo sư, nhà nghiên cứu dược học, "cây đại thụ" của nền y học cổ truyền Việt Nam.
- Bằng Cường (tên thật: Đỗ Hùng Cường), Ca Sĩ Nhạc Sĩ Việt Nam
- Đỗ Hiếu, Nhạc Sĩ Việt Nam
- Đỗ Duy Mạnh, Trung vệ đội tuyển bóng đá quốc gia Việt Nam
- Đỗ Hùng Dũng, Tiền vệ trung tâm đội tuyển bóng đá quốc gia Việt Nam
- Nhật Kim Anh (tên thật: Đỗ Thị Kim Huệ), Diễn Viên Truyền Hình , Ca Sĩ Nhạc Trẻ , Nhạc Trữ Tình Việt Nam
- Đỗ Hoàng Hiệp, ca sĩ Việt Nam, cựu thành viên ban nhạc Ngũ Cung.
- Đỗ Bảo, nhạc sĩ, nhà sản xuất âm nhạc, là một trong những tên tuổi hàng đầu của nhạc nhẹ Việt Nam
- Đỗ Văn Chiến, chính trị gia người Việt, Ủy viên Ban chỉ đạo Quốc gia phòng, chống dịch COVID-19
- Đỗ Văn Ninh (đại tá), nguyên Phó tư lệnh kiêm Tham mưu trưởng của Binh chủng Đặc công.

## Những người Trung Quốc họ Đỗ có danh tiếng
- Đỗ Dự, tướng nhà Tây Tấn
- Đỗ Phủ, đại thi hào Đường thi, cùng với Lí Bạch ông là một trong hai nhà thơ vĩ đại nhất trong nền văn học Trung Quốc, danh nhân văn hóa thế giới, thi thánh, thi sử.
- Đỗ Mục, nhà thơ tài hoa thời nhà Đường
- Đỗ Khang, ông tổ của nghề rượu, "tửu thánh".
- Đỗ Như Hối, danh thần thời nhà Đường
- Đỗ Duật Minh, Trung tướng quân đội Quốc dân Đảng Trung Hoa
- Đỗ Kì Phong, đạo diễn Hồng Kông
- Đỗ Mãn Sinh, nghệ sĩ ưu tú, diễn viên Đài Loan.
- Đỗ Sùng, Tiết độ sứ, Phò Mã, Tể Tướng Trung Quốc.
- Đỗ Hựu, Tể tướng Trung Quốc.
- Đỗ Thẩm Ngôn, nhà thơ nổi tiếng thời Đường.
- Đỗ Tuân Hạc, thi nhân thời Vãn Đường.